# Qaanaaq
Cet article possède des paronymes, voir Kanak et Orang Kanaq.
Qaanaaq (prononcé : /qɑː.nɑːq/), aussi connue sous ses anciens noms Thulé et Nouvelle Thulé, est une localité de la commune d'Avannaata, au nord-ouest du Groenland. En 2025, elle comptait 598 habitants.

## Géographie
Qaanaaq est la localité la plus septentrionale du Groenland, située sur la péninsule de Hayes et baignée par le fjord Inglefield, une dépendance du nord de la baie de Baffin.

## Toponymie
Appelée anciennement Thule en danois, le nom de la localité s'orthographiait Kʼânâĸ ou Qânâq avant 1973. 
Qaanaaq est la localité la plus septentrionale au monde à porter un nom qui est un palindrome.[pertinence contestée]

## Histoire
La localité est construite en 1953 avec l'aide des États-Unis pour reloger les Inuits qui ont été exilés de force lors de la construction de la base aérienne de Thulé sur leurs terres ancestrales, et qui se trouve à une centaine de kilomètres plus au sud. Qaanaaq porta d'ailleurs également le nom de Thulé ou de Nouvelle Thulé. 
La terre y est plus ingrate, et surtout, plus soumise aux vents, alors que l'ancienne ville se situait dans une zone en cuvette, avec montagnes aux alentours, ce qui diminuait la puissance du vent. C'est ce qui a sans doute décidé l'état-major américain de choisir ce lieu, abrité de forts vents.  
Jusqu'au 31 décembre 2008, elle était le siège de la municipalité de Qaanaaq, qui était l'unique subdivision de l’amt d'Avannaa. En plus de la ville de Qaanaaq, la municipalité se composait également des villages de Savissivik, Moriusaq, Qeqertat, Qeqertarsuaq et Siorapaluk. Le 1er janvier 2009, elle est intégrée à la municipalité de Qaasuitsup, dont le chef-lieu est la ville d'Ilulissat. Enfin, depuis le 1er janvier 2018, elle fait partie de la nouvelle municipalité d'Avannaata.

## Démographie
Avec environ 600 habitants en 2025, Qaanaaq est l'établissement permanent le plus peuplé du nord du Groenland. Sa population est relativement stable sur les deux dernières décennies, avec 13 % d'augmentation entre 1991 et 2010.

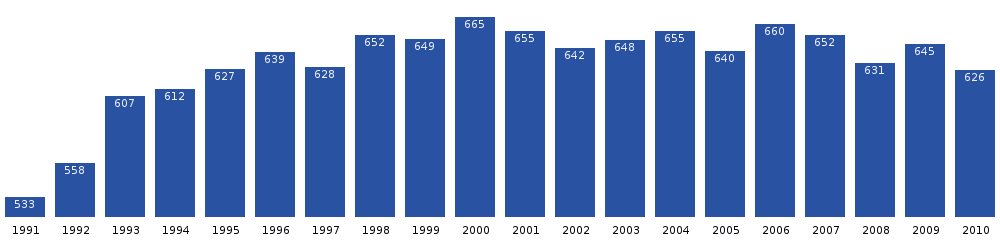
Évolution de la population de Qaanaaq entre 1991 et 2010. Source: Statistics Greenland.

## Transports et infrastructures
Depuis 1991, la ville est desservie par l'aéroport de Qaanaaq situé à 3,5 km au nord-ouest.
À proximité de Qaanaaq s'élève un mât de 378,3 mètres de haut servant aux communications radio,.

## Climat
Le climat est polaire atténué, mais la ville et la région côtière bénéficient du courant marin chaud Gulf stream, qui fait que la température ne descend pas en dessous de −20 °C en hiver. En été, le thermomètre peut atteindre régulièrement 12 °C en moyenne (record : 15 °C), mais il peut facilement tomber à moins de 5 °C ou 0 °C. Les nuits sont toujours froides ou glaciales et l'amplitude thermique entre le jour et la nuit fait que, avec le froid, la végétation est très rare. Le vent est présent toute l'année, et est souvent très violent. Dans l'intérieur des terres, à partir de 20 kilomètres de la côte, l'influence du Gulf Stream disparaît, et laisse place à un climat plus froid, où des températures de −30 °C à −40 °C sont fréquentes, et où la végétation est totalement inexistante. La vie humaine y est impossible.      

## Personnalité
- Qaavigarsuaq Miteq (v. 1899-1978), explorateur, y est mort.